# Route nationale 4 (Tunisie)
Pour les articles homonymes, voir N4 et Route nationale 4.
La route nationale 4 ou RN4 est un axe routier de Tunisie en trois segments, dont celui du centre n'est pas fonctionnel, qui relie El Fahs (au nord-est) à la frontière algéro-tunisienne (au centre-ouest) en passant par Haïdra. Elle se connecte notamment à la RR71 dans le gouvernorat de Siliana, à la RR71 et à la RN17 au niveau de Kalâat Khasba.
La RN4 était appelée GP4 avant le changement de la normalisation de la numérotation des routes en Tunisie en 2000.

## Villes traversées
- El Fahs
- Bargou
- Siliana
- Makthar
- Kalâat Khasba
- Haïdra